# Olha Skrypak
Olha Skrypak, ukr. Ольга Скрипак (ur. 2 grudnia 1990 w obwodzie czernihowskim) – ukraińska lekkoatletka specjalizująca się w biegach długodystansowych, uczestniczka letnich igrzysk olimpijskich w Londynie (2012). Sukcesy odnosiła również w biegach przełajowych.

## Sukcesy sportowe
- mistrzyni Ukrainy w biegu na 5000 metrów – 2011[1]
- wicemistrzyni Ukrainy w biegu na 5000 metrów – 2010[2]
- brązowa medalistka halowych mistrzostw Ukrainy w biegu na 3000 metrów – 2012[3]

| Rok  | Miasto    | Zawody                                    | Konkurencja          | Wynik         |
| ---- | --------- | ----------------------------------------- | -------------------- | ------------- |
| 2007 | Toro      | Mistrzostwa Europy w biegach przełajowych | drużynowo (juniorki) | brązowy medal |
| 2007 | Ostrawa   | Mistrzostwa świata juniorek młodszych     | bieg na 3000 m       | 8. miejsce    |
| 2008 | Bydgoszcz | Mistrzostwa świata juniorek               | bieg na 5000 m       | 6. miejsce    |
| 2008 | Bydgoszcz | Mistrzostwa świata juniorek               | bieg na 3000 m       | 14. miejsce   |
| 2008 | Bruksela  | Mistrzostwa Europy w biegach przełajowych | drużynowo (juniorki) | srebrny medal |
| 2010 | Albufeira | Mistrzostwa Europy w biegach przełajowych | drużynowo (U23)      | brązowy medal |
| 2012 | Helsinki  | Mistrzostwa Europy                        | bieg na 10 000 m     | brązowy medal |
| 2012 | Londyn    | Igrzyska olimpijskie                      | bieg na 10 000 m     | 20. miejsce   |
| 2016 | Amsterdam | Mistrzostwa Europy                        | bieg na 10 000 m     | 15. miejsce   |

## Rekordy życiowe
- bieg na 1500 metrów – 4:28,80 – Mikołajów 24/06/2007
- bieg na 1500 metrów (hala) – 4:29,73 – Kijów 10/02/2009
- bieg na 3000 metrów (stadion) – 9:31,34 – Jałta 16/06/2008
- bieg na 3000 metrów (hala) – 9:14,40 – Sumy 17/02/2011
- bieg na 5000 metrów – 15:51,85 – Donieck 01/07/2010
- bieg na 10 000 metrów – 31:51,32 – Helsinki 01/07/2012